# 施戈斐侶
施戈斐侶（英語：Walter Schofield，1888年12月7日—1968年12月8日），英國殖民地官員及考古學家。
施戈斐侶於1911年加入香港政府，1923年至1931年間多次擔任南約理民官，1931年起擔任首席巡理府，至1938年退休。施戈斐侶除了港府供職，亦是一位業餘考古學家。他於1910年代起到香港各地進行考古工作，包括1918年至1937年年間，多次於九龍城和宋皇臺考察，以及1937年於石壁東灣進行遺址研究。

## 早年生涯
施戈斐侶於1888年12月7日生於英國伯肯希德，是棉花商人菲臘·亨利·斯科菲爾德（Philip Henry Schofield）和珍妮·伊雲斯（Janet Evans）的兒子。施戈斐侶早年曾就讀利物浦大學，之後負笈牛津大學，獲得文學碩士學位。

## 殖民地生涯
施戈斐侶於1911年以官學生身份加入香港政府。投身港府初年，他於1914年被派往華民政務司署工作。翌年，他通過最後一份廣東話測試。1918年，施戈斐侶署任第二助理華民政務司，翌年調往高等法院擔任副經歷司，期間更兼任監誓專員。1920年，他被調回華民政務司擔任首席助理華民政務司。兩年後，施戈斐侶獲委任為新界南約理民官兼小錢債法庭法官。任內，他曾於1926年12月署任副巡理府，並於1929年擔任九龍巡理府，但未幾於同年12月擔任助理出入口監督處總監。1930年，施戈斐侶先是署任助理潔淨局總監，然後回到理民府，再次擔任南約理民官。
施戈斐侶南約理民官的任期橫跨9年。任內，施戈斐侶嘗試改良理民府制度，但最終未能成功。事因有官員虧空公款，他遂制訂一套核數制度，保障部門公款不會被隨意使用。然而，這項制度設立不足一年，繼任者榮鐘士就因制度過於繁複而將其廢除。施戈斐侶任內亦處理區內的保安問題。1925年， 大約60名來自珠三角的海盜入侵大澳，殺害1位村婦及脅持2位村民，並劫去村內的財產。施戈斐侶和村民商討後，改由6名更練負責防衛工作。施戈斐侶任內，南約理民府出現資金短缺的問題。每年理民府只獲400港元的撥款，而當中大部分均投放於長洲道路舖設及擴闊工程，以應付長洲日益增加的人口。即使日後港督金文泰把理民府撥款增至每年1000港元，這筆款項僅足以應付長洲的道路的鋪設工程，因爲單是此工程已花去800港元。
即使出現資金短缺問題，區內的基礎建設亦於施戈斐侶任內得以發展。來往大澳和長洲的渡輪在數間渡輪公司的合作下得以加強。另外，施戈斐侶曾向經營長洲渡輪的長洲殷商建議開辦往來長洲及尼姑洲（今喜靈洲）兩個島嶼的航線，為滿足尼姑洲學童搭乘渡輪往長洲上課所帶來的需求，但最後因該名殷商提出反對而告吹。作為南約理民官，施戈斐侶亦會抽空出席新界的重要節日，甚至參與北約理民府管轄的地區的重要節日。
1931年，他離開理民府，轉任巡理府至1938年被委任為租務調查委員會主席為止。

## 考古生涯
施戈斐侶除了於港府供職以外，亦熱衷於考古工作。1918年至1937年年間，施戈斐侶多次於九龍城和宋皇臺考察。他曾於1928年於龍津石橋附近發現一塊刻有份興建石橋的官員和商舖名字的石碑。此外，他以宋王臺周遭的地形推斷該處是軍事要塞，並曾經為南宋皇室所用。除此之外，他亦於該地發掘了大量文物，年份涵蓋由唐朝至元朝，這些文物悉數送至英國予當地的專家。
醫生韓義理（Charles Montague Heanley）、澳大利亞籍教授蕭思雅（Joseph Shellshear）的研究引起了施戈斐侣對南中國史前遺跡的考古工作的興趣。於是由1926年開始，施戈斐侶和兩人合作，到新界沿海發掘遺跡。在探究的過程中，發現了數處史前時期的遺址，這些遺址都記錄了當時人類的生活。 遺跡所在地曾有大型挖掘工作以獲取用作建築的沙石原料，此外該地亦是唯一有漸進地層的地方，意味著不同時代的古物都可以於該處發現。此次考古發掘不僅展示了中原文化如何南傳和取代本土文化，更展示了古代東南亞的貿易情況以及中原文化與其他東亞文化的相互影響。
1937年，施戈斐侶在大嶼山石壁東灣進行考察，發現了一件圓身泥質小陶罐，他推斷該小陶罐可能與一座保存了人骨的青銅時代墓葬有關。此外，此次考察發掘了墓穴、以及其他陪葬品，最早可追溯到商代。

## 晚年生活
施戈斐侶於1938年退休歸國，居於其家鄉伯肯希德。後來施戈斐侶遷居漢普海靈島，並於1968年12月8日於當地逝世，終年80歲。施戈斐侶死後，其妻子將他的筆記和考察照片交予許舒（James Hayes）保管並帶回香港，之後悉數移交香港考古學會。

## 個人生活
1920年，施戈斐侶於蘭開夏郡迎娶來自澳洲聖基爾達的嘉芙蓮·米利森·維多利亞·威廉絲（Katharine Milicent Victoria Williams）為妻。兩人育有一名名叫白賴仁·亨利·施戈斐侶（Brian Henry Schofield）的兒子。

## 外部連結
- WALTER SCHOFIELD FIELD TRIP PHOTOS （页面存档备份，存于）